# Пескадеро (Калифорнија)
Пескадеро (енгл. Pescadero) насељено је место без административног статуса у америчкој савезној држави Калифорнија.

## Демографија
По попису из 2010. године број становника је 643.
| Група             | 2000.    | 2010.       |
| Белци             | 0 (0,0%) | 226 (35,1%) |
| Афроамериканци    | 0 (0,0%) | 2 (0,3%)    |
| Азијати           | 0 (0,0%) | 5 (0,8%)    |
| Хиспаноамериканци | 0 (0,0%) | 402 (62,5%) |
| Укупно            | 0        | 643         |